# Macrocentrum droseroides
Macrocentrum droseroides är en tvåhjärtbladig växtart som beskrevs av José Jéronimo Triana. Macrocentrum droseroides ingår i släktet Macrocentrum och familjen Melastomataceae.
Artens utbredningsområde är Guyana. Inga underarter finns listade i Catalogue of Life.